# Endoscopia trans-nasal
A endoscopia trans-nasal é recomendada para pacientes que não queiram, ou não possam receber anestesia.
Um exemplo, são pacientes cardiopatas, obesos mórbidos, pessoas que tenham grande dificuldade na deglutição ou ânsia excessiva.
É um procedimento simples, em certos casos leva cerca de 15 a 20 minutos, que necessita apenas de medicação tópica no nariz, e um bastonete de dilatação, para melhor posicionamento do endoscópio. O paciente fica acordado e consegue até falar durante o procedimento de endoscopia. O endoscópio tem cerca de 5,8 mm de diâmetro, com canal de biópsia para tratamentos terapêuticos com cerca de 2,0 mm de diâmetro com uma câmera (ccd) de alta resolução na extremidade, para visualização e interação de procedimentos terapêuticos pelo médico.
Em relação à endoscopia normal (via oral), a vantagem não utilizar anestésicos intravenosos. Indicado a cardiopatas, obesos, pessoas com intolerância a  anestésicos, idosos, e pessoas que necessitem exercer alguma função de precisão ou que simplesmente não queiram receber anestésico intravenoso.